# Altdorf (Böblingen)
Pour les articles homonymes, voir Altdorf.
Altdorf est une commune de Bade-Wurtemberg (Allemagne), située dans l'arrondissement de Böblingen, dans la région de Stuttgart, dans le district de Stuttgart.